# Gladiators Beider Basel
I Gladiators Beider Basel sono una squadra svizzera di football americano di Basilea; fondati nel 1988, col nome di Raurica Gladiators, l'anno successivo si trasferiscono a Pratteln diventando Pratteln Gladiators; nel 2001, in seguito alla fusione con i Basilisk Meanmachine, assumono il nome attuale.
Dopo 4 sconfitte consecutive nella finale per il titolo nazionale, vincono lo Swiss Bowl 2014 contro i Calanda Broncos.

## Dettaglio stagioni

### Tackle football

#### Tornei nazionali

##### Campionato

###### Lega Nazionale A/Campionato SAFV
| Stagione | regular season | regular season | regular season | regular season | regular season | regular season | playoff | playoff | playoff | playoff | playoff | playoff    | playoff             |
|          | Vin            | Par            | Per            | Tot            | PF             | PS             | Vin     | Per     | Tot     | PF      | PS      | risultato  | avversaria          |
| -------- | -------------- | -------------- | -------------- | -------------- | -------------- | -------------- | ------- | ------- | ------- | ------- | ------- | ---------- | ------------------- |
| 1994     | 2              | 0              | 6              | 8              | 104            | 240            | -       | -       | -       | -       | -       | -          | -                   |
| 1999     | 1              | 0              | 7              | 8              | 88             | 185            | -       | -       | -       | -       | -       | -          | -                   |
| 2001     | 8              | 0              | 1              | 9              | 336            | 73             | 1       | 1       | 2       | 47      | 33      | Swiss Bowl | Zürich Renegades    |
| 2002     | 6              | 0              | 2              | 8              | 244            | 122            | 0       | 1       | 1       | 28      | 40      | Semifinale | Seaside Vipers      |
| 2003     | 8              | 0              | 1              | 9              | 328            | 194            | 1       | 1       | 2       | 62      | 42      | Swiss Bowl | Landquart Broncos   |
| 2004     | 7              | 0              | 2              | 9              | 268            | 191            | 0       | 1       | 1       | 0       | 50      | Semifinale | Winterthur Warriors |
| 2005     | 3              | 0              | 5              | 8              | 194            | 251            | 0       | 1       | 1       | 13      | 62      | Semifinale | Winterthur Warriors |
| 2006     | 2              | 0              | 6              | 8              | 130            | 227            | 0       | 1       | 1       | 0       | 45      | Semifinale | Winterthur Warriors |
| 2007     | 5              | 0              | 3              | 8              | 326            | 271            | 0       | 1       | 1       | 24      | 43      | Semifinale | Winterthur Warriors |
| 2008     | 1              | 0              | 7              | 8              | 132            | 202            | -       | -       | -       | -       | -       | -          | -                   |
| 2010     | 7              | 0              | 3              | 10             | 226            | 225            | 1       | 1       | 2       | 41      | 55      | Swiss Bowl | Calanda Broncos     |
| 2011     | 6              | 0              | 4              | 10             | 304            | 266            | 1       | 1       | 2       | 59      | 80      | Swiss Bowl | Calanda Broncos     |
| 2012     | 6              | 0              | 4              | 10             | 277            | 247            | 1       | 1       | 2       | 29      | 69      | Swiss Bowl | Calanda Broncos     |
| 2013     | 8              | 0              | 2              | 10             | 382            | 169            | 1       | 1       | 2       | 75      | 52      | Swiss Bowl | Calanda Broncos     |
| 2014     | 9              | 0              | 1              | 10             | 500            | 190            | 2       | 0       | 2       | 91      | 55      | Campioni   | Calanda Broncos     |
| 2015     | 6              | 0              | 4              | 10             | 260            | 218            | 0       | 1       | 1       | 28      | 41      | Semifinale | Bern Grizzlies      |
| 2016     | 6              | 0              | 4              | 10             | 196            | 220            | 0       | 1       | 1       | 13      | 34      | Semifinale | Bern Grizzlies      |
| 2017     | 6              | 0              | 4              | 10             | 238            | 238            | 1       | 1       | 2       | 20      | 51      | Swiss Bowl | Calanda Broncos     |
| 2018     | 2              | 0              | 8              | 10             | 235            | 362            | -       | -       | -       | -       | -       | -          | -                   |
| 2019     | 4              | 0              | 6              | 10             | 222            | 207            | 0       | 1       | 1       | 20      | 32      | Semifinale | Calanda Broncos     |
| 2021     | 2              | 0              | 6              | 8              | 162            | 320            | -       | -       | -       | -       | -       | -          | -                   |
| 2022     | 7              | 0              | 3              | 10             | 209            | 164            | 0       | 1       | 1       | 14      | 38      | Semifinale | Calanda Broncos     |
| 2023     | 3              | 0              | 7              | 10             | 267            | 263            | -       | -       | -       | -       | -       | -          | -                   |
| 2024     | 8              | 0              | 2              | 10             | 373            | 267            | 0       | 1       | 1       | 13      | 22      | Semifinale | Zürich Renegades    |
| Totale   | 121            | 0              | 98             | 219            | 6073           | 5322           | 9       | 17      | 26      | 577     | 844     |            |                     |

Fonti: Enciclopedia del Football - A cura di Roberto Mezzetti; Sito storico SAFV

###### Lega Nazionale B/Aufbauliga/Lega B
| Stagione | regular season | regular season | regular season | regular season | regular season | regular season | playoff | playoff | playoff | playoff | playoff | playoff               | playoff           |
|          | Vin            | Par            | Per            | Tot            | PF             | PS             | Vin     | Per     | Tot     | PF      | PS      | risultato             | avversaria        |
| -------- | -------------- | -------------- | -------------- | -------------- | -------------- | -------------- | ------- | ------- | ------- | ------- | ------- | --------------------- | ----------------- |
| 1992     | 4              | 0              | 4              | 8              | 136            | 122            | -       | -       | -       | -       | -       | -                     | -                 |
| 1993     | 3              | 0              | 3              | 6              | 111            | 100            | -       | -       | -       | -       | -       | -                     | -                 |
| 1995     | 6              | 0              | 0              | 6              | 250            | 42             | 0       | 1       | 1       | 14      | 43      | Co-campioni/Wild Card | Bienna Jets       |
| 1996     | 5              | 0              | 3              | 8              | 250            | 102            | 1       | 0       | 1       | 22      | 14      | Campioni              | Bienna Jets       |
| 1997     | 3              | 0              | 5              | 8              | 213            | 159            | 0       | 1       | 1       | 0       | 57      | Finale                | Bienna Jets       |
| 1998     | 9              | 0              | 1              | 10             | 300            | 122            | -       | -       | -       | -       | -       | -                     | -                 |
| 2000     | 8              | 0              | 0              | 8              | 286            | 38             | 1       | 0       | 1       | 44      | 21      | Campioni              | Landquart Broncos |
| 2009     | 7              | 0              | 1              | 8              | 340            | 69             | 1       | 0       | 1       | 42      | 14      | Campioni              | Bienna Jets       |
| Totale   |                |                |                |                |                |                |         |         |         |         |         |                       |                   |

Fonte: Sito storico SAFV

##### Herbst Cup A/B
| Stagione | regular season | regular season | regular season | regular season | regular season | regular season | playoff | playoff | playoff | playoff | playoff | playoff    | playoff             |
|          | Vin            | Par            | Per            | Tot            | PF             | PS             | Vin     | Per     | Tot     | PF      | PS      | risultato  | avversaria          |
| -------- | -------------- | -------------- | -------------- | -------------- | -------------- | -------------- | ------- | ------- | ------- | ------- | ------- | ---------- | ------------------- |
| 2020     | 5              | 0              | 1              | 6              | 124            | 52             | 0       | 1       | 1       | 9       | 35      | Semifinale | Winterthur Warriors |
| Totale   | 5              | 0              | 1              | 6              | 124            | 52             | 0       | 1       | 1       | 9       | 35      |            |                     |

Fonti: Enciclopedia del Football - A cura di Roberto Mezzetti; Sito storico SAFV

##### Campionati giovanili

###### Under-19/Juniorenliga
| Stagione | regular season | regular season | regular season | regular season | regular season | regular season | playoff | playoff | playoff | playoff | playoff | playoff     | playoff             |
|          | Vin            | Par            | Per            | Tot            | PF             | PS             | Vin     | Per     | Tot     | PF      | PS      | risultato   | avversaria          |
| -------- | -------------- | -------------- | -------------- | -------------- | -------------- | -------------- | ------- | ------- | ------- | ------- | ------- | ----------- | ------------------- |
| 1994     | 0              | 0              | 8              | 8              | 40             | 246            | -       | -       | -       | -       | -       | -           | -                   |
| 1999     | 0              | 2              | 4              | 6              | 0              | 228            | -       | -       | -       | -       | -       | -           | -                   |
| 2000     | 7              | 0              | 1              | 8              | 244            | 120            | 1       | 1       | 2       | 42      | 40      | Junior Bowl | Zürich Renegades    |
| 2001     | 9              | 0              | 0              | 9              | 411            | 20             | 2       | 0       | 2       | 88      | 18      | Campioni    | Landquart Broncos   |
| 2002     | 8              | 0              | 1              | 9              | 322            | 38             | 2       | 0       | 2       | 58      | 22      | Campioni    | Geneva Seahawks     |
| 2003     | 9              | 0              | 0              | 9              | 318            | 30             | 2       | 0       | 2       | 46      | 24      | Campioni    | Bern Grizzlies      |
| 2004     | 6              | 1              | 2              | 9              | 194            | 77             | 0       | 1       | 1       | 6       | 23      | Semifinale  | Winterthur Warriors |
| 2005     | 6              | 1              | 1              | 8              | 250            | 78             | 0       | 1       | 1       | 14      | 20      | Semifinale  | Geneva Seahawks     |
| 2006     | 8              | 0              | 0              | 8              | 74             | 260            | 1       | 1       | 2       | 61      | 40      | Junior Bowl | Geneva Seahawks     |
| 2007     | 8              | 0              | 0              | 8              | 346            | 50             | 2       | 0       | 2       | 52      | 22      | Campioni    | Zürich Renegades    |
| 2008     | 9              | 0              | 1              | 10             | 424            | 67             | 2       | 0       | 2       | 96      | 42      | Campioni    | Zürich Renegades    |
| 2009     | 7              | 0              | 1              | 8              | 312            | 108            | 0       | 1       | 1       | 14      | 37      | Semifinale  | Zürich Renegades    |
| 2010     | 5              | 0              | 3              | 8              | 168            | 163            | 0       | 1       | 1       | 8       | 24      | Semifinale  | Zürich Renegades    |
| 2011     | 8              | 1              | 1              | 10             | 294            | 157            | 1       | 1       | 2       | 56      | 58      | Junior Bowl | Zürich Renegades    |
| 2012     | 8              | 1              | 1              | 10             | 319            | 99             | 1       | 1       | 2       | 58      | 55      | Junior Bowl | Zürich Renegades    |
| 2013     | 7              | 0              | 3              | 10             | 260            | 206            | 0       | 1       | 1       | 18      | 27      | Semifinale  | Zürich Renegades    |
| 2014     | 6              | 0              | 4              | 10             | 241            | 164            | 0       | 1       | 1       | 8       | 20      | Semifinale  | Zürich Renegades    |
| 2015     | 5              | 1              | 4              | 10             | 198            | 100            | 0       | 1       | 1       | 6       | 44      | Semifinale  | Calanda Broncos     |
| 2016     | 10             | 0              | 0              | 10             | 328            | 18             | 2       | 0       | 2       | 83      | 14      | Campioni    | Zürich Renegades    |
| Totale   | 126            | 7              | 35             | 168            | 4943           | 2227           | 16      | 11      | 27      | 684     | 530     |             |                     |

Fonte: Sito storico SAFV

###### Under-16
| Stagione | regular season | regular season | regular season | regular season | regular season | regular season | playoff | playoff | playoff | playoff | playoff | playoff      | playoff             |
|          | Vin            | Par            | Per            | Tot            | PF             | PS             | Vin     | Per     | Tot     | PF      | PS      | risultato    | avversaria          |
| -------- | -------------- | -------------- | -------------- | -------------- | -------------- | -------------- | ------- | ------- | ------- | ------- | ------- | ------------ | ------------------- |
| 2011     | 2              | 1              | 3              | 6              | 100            | 142            | -       | -       | -       | -       | -       | -            | -                   |
| 2012     | 4              | 0              | 2              | 6              | 182            | 101            | 1       | 0       | 1       | 6       | 36      | Quarto posto | Winterthur Warriors |
| 2014     | 4              | 0              | 1              | 5              | 132            | 66             | 1       | 1       | 2       | 31      | 44      | Finale       | Winterthur Warriors |
| 2015     | 5              | 0              | 0              | 5              | 178            | 51             | 0       | 1       | 1       | 32      | 52      | Finale       | Luzern Lions        |
| 2016     | 4              | 0              | 2              | 6              | 91             | 144            | 0       | 2       | 2       | 21      | 58      | Quarto posto | Luzern Lions        |
| Totale   | 19             | 1              | 8              | 28             | 683            | 504            | 2       | 4       | 6       | 90      | 190     |              |                     |

Fonte: Sito storico SAFV

#### Tornei internazionali

##### European Football League (dal 2014)
| Stagione | regular season | regular season | regular season | regular season | regular season | regular season | playoff | playoff | playoff | playoff | playoff | playoff   | playoff    |
|          | Vin            | Par            | Per            | Tot            | PF             | PS             | Vin     | Per     | Tot     | PF      | PS      | risultato | avversaria |
| -------- | -------------- | -------------- | -------------- | -------------- | -------------- | -------------- | ------- | ------- | ------- | ------- | ------- | --------- | ---------- |
| 2014     | 1              | 0              | 1              | 2              | 36             | 55             | -       | -       | -       | -       | -       | -         | -          |
| Totale   | 1              | 0              | 1              | 2              | 36             | 55             | -       | -       | -       | -       | -       |           |            |

Fonti: Enciclopedia del Football - A cura di Roberto Mezzetti

##### EFAF Cup
| Stagione | regular season | regular season | regular season | regular season | regular season | regular season | playoff | playoff | playoff | playoff | playoff | playoff   | playoff    |
|          | Vin            | Par            | Per            | Tot            | PF             | PS             | Vin     | Per     | Tot     | PF      | PS      | risultato | avversaria |
| -------- | -------------- | -------------- | -------------- | -------------- | -------------- | -------------- | ------- | ------- | ------- | ------- | ------- | --------- | ---------- |
| 2012     | 1              | 0              | 1              | 2              | 43             | 48             | -       | -       | -       | -       | -       | -         | -          |
| Totale   | 1              | 0              | 1              | 2              | 43             | 48             | -       | -       | -       | -       | -       |           |            |

Fonti: Sito Eurobowl.info Archiviato il 19 ottobre 2017 in Internet Archive. - A cura di Roberto Mezzetti;

### Flag football

#### Tornei nazionali

##### Campionati giovanili

###### Under-15
| Stagione | regular season | regular season | regular season | regular season | regular season | regular season | playoff | playoff | playoff | playoff | playoff | playoff   | playoff    |
|          | Vin            | Par            | Per            | Tot            | PF             | PS             | Vin     | Per     | Tot     | PF      | PS      | risultato | avversaria |
| -------- | -------------- | -------------- | -------------- | -------------- | -------------- | -------------- | ------- | ------- | ------- | ------- | ------- | --------- | ---------- |
| 2006     | 2              | 0              | 6              | 8              | 156            | 275            | -       | -       | -       | -       | -       | -         | -          |
| 2009     | -              | -              | -              | -              | -              | -              | -       | -       | -       | -       | -       | -         | -          |
| Totale   | 2              | 0              | 6              | 8              | 156            | 275            | -       | -       | -       | -       | -       |           |            |

Fonte: Sito storico SAFV

###### Under-13
| Stagione | regular season | regular season | regular season | regular season | regular season | regular season | playoff | playoff | playoff | playoff | playoff | playoff   | playoff         |
|          | Vin            | Par            | Per            | Tot            | PF             | PS             | Vin     | Per     | Tot     | PF      | PS      | risultato | avversaria      |
| -------- | -------------- | -------------- | -------------- | -------------- | -------------- | -------------- | ------- | ------- | ------- | ------- | ------- | --------- | --------------- |
| 2005     | 2              | 1              | 5              | 8              | 111            | 269            | -       | -       | -       | -       | -       | -         | -               |
| 2006     | 3              | 0              | 5              | 8              | 146            | 228            | -       | -       | -       | -       | -       | -         | -               |
| 2007     | 0              | 1              | 11             | 12             | 33             | 529            | -       | -       | -       | -       | -       | -         | -               |
| 2008     | 7              | 0              | 1              | 8              | 246            | 64             | 2       | 0       | 2       | 77      | 18      | Campioni  | Geneva Seahawks |
| Totale   | 12             | 2              | 22             | 36             | 536            | 1090           | 2       | 0       | 2       | 77      | 18      |           |                 |

Fonte: Sito storico SAFV

### Riepilogo fasi finali disputate
| Anno              | Luogo      | Evento           | Fase del torneo      | Incontro                                      | Risultato     |
| 16 luglio 1995    |            | Aufbauliga       | Spareggi             | Gladiators Pratteln - Bienna Jets             | 14 - 43       |
| 7 luglio 1996     |            | Lega Nazionale B | Spareggio promozione | Gladiators Pratteln - Landquart Broncos       | 6 - 22        |
| 22 giugno 1997    |            | Lega Nazionale B | Semifinale           | Bienna Jets - Gladiators Pratteln             | 57 - 0        |
| 16 settembre 2000 |            | Lega Nazionale B | Finale               | Gladiators Pratteln - Landquart Broncos       | 44 - 21       |
| 22 settembre 2001 | Basilea    | Campionato       | Swiss Bowl           | Zürich Renegades - Gladiators Beider Basel    | 27 - 14       |
| 22 settembre 2002 |            | Campionato       | Semifinale           | Gladiators Beider Basel - Seaside Vipers      | 28 - 40       |
| 28 settembre 2003 | Berna      | Campionato       | Swiss Bowl           | Landquart Broncos - Gladiators Beider Basel   | 24 - 22       |
| 12 settembre 2004 |            | Campionato       | Semifinale           | Gladiators Beider Basel - Winterthur Warriors | 0 - 50 d.g.s. |
| 9 luglio 2005     |            | Lega Nazionale A | Semifinale           | Winterthur Warriors - Gladiators Beider Basel | 62 - 13       |
| 1º luglio 2006    |            | Lega Nazionale A | Semifinale           | Winterthur Warriors - Gladiators Beider Basel | 45 - 0        |
| 1º luglio 2007    |            | Lega Nazionale A | Semifinale           | Gladiators Beider Basel - Winterthur Warriors | 24 - 43       |
| 18 luglio 2009    |            | Lega B           | Finale               | Gladiators Beider Basel - Bienna Jets         | 42 - 14       |
| 24 luglio 2010    | Berna      | Lega Nazionale A | Swiss Bowl           | Calanda Broncos - Gladiators Beider Basel     | 49 - 7        |
| 16 luglio 2011    | Winterthur | Lega Nazionale A | Swiss Bowl           | Calanda Broncos - Gladiators Beider Basel     | 65 - 33       |
| 7 luglio 2012     |            | Lega Nazionale A | Swiss Bowl           | Calanda Broncos - Gladiators Beider Basel     | 56 - 14       |
| 31 luglio 2013    | Grenchen   | Lega Nazionale A | Swiss Bowl           | Calanda Broncos - Gladiators Beider Basel     | 46 - 41       |
| 12 luglio 2014    | Bienne     | Lega Nazionale A | Swiss Bowl           | Gladiators Beider Basel - Calanda Broncos     | 47 - 35       |
| 4 luglio 2015     | Pratteln   | Lega Nazionale A | Semifinale           | Gladiators Beider Basel - Bern Grizzlies      | 28 - 41       |
| 3 luglio 2016     | Berna      | Lega Nazionale A | Semifinale           | Bern Grizzlies - Gladiators Beider Basel      | 34 - 13       |
| 8 luglio 2017     | Coira      | Lega Nazionale A | Swiss Bowl           | Calanda Broncos - Gladiators Beider Basel     | 42 - 6        |
| 6 luglio 2019     |            | Lega Nazionale A | Semifinale           | Calanda Broncos - Gladiators Beider Basel     | 32 - 20       |
| 4 ottobre 2020    |            | Herbst Cup A/B   | Semifinale           | Gladiators Beider Basel - Winterthur Warriors | 9 - 35        |
| 9 luglio 2022     | Coira      | Lega Nazionale A | Semifinale           | Calanda Broncos - Gladiators Beider Basel     | 38 - 14       |
| 6 luglio 2024     | Basilea    | Lega Nazionale A | Semifinale           | Gladiators Beider Basel - Zürich Renegades    | 13 - 22       |

## Palmarès
- 1 Swissbowl (2014)
- 5 Lega B (1995, 1996, 1998, 2000, 2009)
- 5 Junior Bowl (2001, 2002, 2003, 2007, 2008)
- 1 Finale Under-16 (2017)
- 1 Campionato flag Under-13 (2008)